# Casa del Cenete
La casa del Cenete es una casa nobiliaria española, originaria de la Corona de Castilla, cuyo nombre proviene del marquesado del Cenete. El mayorazgo de la casa incluía además las baronías de Ayora, Alazque, Alberique y Gavarda en el reino de Valencia y los señoríos de Jadraque, el Castillo del Cid y Alcocer, en Guadalajara.

## Historia
El primer marqués, Rodrigo Díaz de Vivar y Mendoza, constructor del castillo de La Calahorra, casó Leonor de la Cerda y Aragón y posteriormente con María Fonseca. Su hija Mencía, II marquesa, murió sin descendencia, mientras que su hija María, III marquesa, casó con Diego Hurtado de Mendoza, IV conde de Saldaña, heredero del duque del Infantado, uniéndose la casa del Cenete a la casa del Infantado, cuyos miembros lo utilizaron alternativamente, llamándose el primero duque del Infantado y marqués del Cenete y su sucesor marqués de Cenete y duque del Infantado.